# إريك بيري
إريك بيري (بالإنجليزية: Erick Berry)‏ هي رسامة توضيحية وكاتِبة أمريكية، ولدت في 1892 في نيو بدفورد في الولايات المتحدة، وتوفيت في 1974.